# Alchemilla rubens
Alchemilla rubens är en rosväxtart som beskrevs av Sergei Vasilievich Juzepczuk. Alchemilla rubens ingår i släktet daggkåpor, och familjen rosväxter. Inga underarter finns listade i Catalogue of Life.